# Mo Hayder
Mo Hayder (Londres, 1962 - 27 de junho de 2021) foi uma romancista britânica. Ela é a autora de seis romances, Bird, The Treatment, Tokyo, Ritual, Pig Island e Skin.
Hayder deixou a escola aos quinze anos, e desde então tem trabalhado como garçonete, segurança, guarda, cineasta, anfitriã de um clube em Tóquio, e professora de inglês como língua estrangeira. Foi-lhe atribuído um MA na Universidade Americana e um MA em Escrita Criativa de Bath Spa University, um curso sobre os quais ela agora dá palestras. 
A sua estreia, Bird, foi publicado em 1999, recebendo uma grande ovação, apesar de algum romance, que diz respeito a um assassino em série violento e perturbado. O livro apresenta como protagonista Di Jack Caffery, que também figurou no seu segundo romance, The Treatment. Este segundo romance abordou temas de pedofilia. Caffery volta no seu quinto romance, Ritual. 
Tokyo, em 2004, recebeu muito louvor por parte dos críticos. O livro foi seleccionado pela CWA Gold Dagger, bem como vários outros. O seu quarto romance, Pig Island foi lançado em Abril de 2006. 
Hayder vive em Somerset, Inglaterra com seu companheiro, Keith Quinn, e a sua filha.

## Trabalhos

### Série Jack Caffery
- Os Pássaros da Morte - no original Birdman (2000)
- O homem na noite - no original The Treatment (2001)
- Ritual - no original Ritual (2008)
- Pele - no original Skin (2009)
- Perdida - no original Gone (2010)

### Outros
- Tóquio - no original Tokyo (2004)
- A ilha dos porcos - no original Pig Island (2006)